# Indy Lights 2022
La stagione 2022 è la 20ª stagione del campionato Indy Lights, serie propedeutica della IndyCar Series. 

## Piloti e Team
| Team                        | N. | Piloti              | Gare  |
| --------------------------- | -- | ------------------- | ----- |
| Andretti Autosport          | 2  | Sting Ray Robb      | Tutti |
| Andretti Autosport          | 27 | Hunter McElrea      | Tutti |
| Andretti Autosport          | 28 | Christian Rasmussen | Tutti |
| Andretti Autosport          | 83 | Matthew Brabham     | Tutti |
| Abel Motorsports            | 11 | Antonio Serravalle  | 1-2   |
| Abel Motorsports            | 15 | Flinn Lazier        | 12-14 |
| Abel Motorsports            | 51 | Jacob Abel          | Tutti |
| Abel Motorsports            | 61 | Ryan Phinny         | 3-6   |
| TJ Speed Motorsports        | 12 | James Roe Jr.       | 1-9   |
| TJ Speed Motorsports        | 21 | Kyffin Simpson      | 1-8   |
| HMD con Dale Coyne Racing   | 7  | Christian Bogle     | Tutti |
| HMD con Dale Coyne Racing   | 11 | Antonio Serravalle  | 3-9   |
| HMD con Dale Coyne Racing   | 11 | James Roe Jr.       | 10-11 |
| HMD con Dale Coyne Racing   | 11 | Nolan Siegel        | 13-14 |
| HMD con Dale Coyne Racing   | 21 | Kyffin Simpson      | 9-    |
| HMD con Dale Coyne Racing   | 26 | Linus Lundqvist     | Tutti |
| HMD con Dale Coyne Racing   | 59 | Manuel Sulaimán     | 1-2   |
| HMD con Dale Coyne Racing   | 79 | Danial Frost        | Tutti |
| Global Racing Group con HMD | 24 | Benjamin Pedersen   | Tutti |
| Force Indy                  | 99 | Ernie Francis Jr.   | Tutti |

## Calendario e Risultati
| Gara | Data         | Circuito                  | Pole position       | Giro veloce         | Più giri in testa   | Vincitori           | Vincitori                   | Note   |
| Gara | Data         | Circuito                  | Pole position       | Giro veloce         | Più giri in testa   | Pilota              | Team                        | Note   |
| ---- | ------------ | ------------------------- | ------------------- | ------------------- | ------------------- | ------------------- | --------------------------- | ------ |
| 1    | 27 febbraio  | C St. Petersburg          | Hunter McElrea      | Christian Rasmussen | Christian Rasmussen | Matthew Brabham     | Andretti Autosport          | [ 22 ] |
| 2    | 1º maggio    | R Barber Motorsports Park | Linus Lundqvist     | Christian Rasmussen | Linus Lundqvist     | Linus Lundqvist     | HMD con Dale Coyne          | [ 23 ] |
| 3    | 13 maggio    | R Indianapolis            | Linus Lundqvist     | Linus Lundqvist     | Danial Frost        | Danial Frost        | HMD con Dale Coyne          | [ 23 ] |
| 4    | 14 maggio    | R Indianapolis            | Linus Lundqvist     | Matthew Brabham     | Linus Lundqvist     | Linus Lundqvist     | HMD con Dale Coyne          | [ 23 ] |
| 5    | 4 giugno     | C Detroit                 | Linus Lundqvist     | Linus Lundqvist     | Linus Lundqvist     | Linus Lundqvist     | HMD con Dale Coyne          | [ 23 ] |
| 6    | 5 giugno     | C Detroit                 | Linus Lundqvist     | Linus Lundqvist     | Linus Lundqvist     | Linus Lundqvist     | HMD con Dale Coyne          | [ 23 ] |
| 7    | 12 giugno    | R Road America            | Sting Ray Robb      | Sting Ray Robb      | Christian Rasmussen | Christian Rasmussen | Andretti Autosport          | [ 23 ] |
| 8    | 3 luglio     | R Mid-Ohio                | Hunter McElrea      | Hunter McElrea      | Hunter McElrea      | Hunter McElrea      | Andretti Autosport          | [ 24 ] |
| 9    | 23 luglio    | O Iowa Speedway           | Hunter McElrea      | Matthew Brabham     | Hunter McElrea      | Hunter McElrea      | Andretti Autosport          | [ 25 ] |
| 10   | 7 agosto     | R Nashville               | Linus Lundqvist     | Sting Ray Robb      | Linus Lundqvist     | Linus Lundqvist     | HMD con Dale Coyne          | [ 25 ] |
| 11   | 20 agosto    | O World Wide              | Linus Lundqvist     | Benjamin Pedersen   | Linus Lundqvist     | Matthew Brabham     | Andretti Autosport          | [ 25 ] |
| 12   | 4 settembre  | R Portland                | Benjamin Pedersen   | Matthew Brabham     | Benjamin Pedersen   | Benjamin Pedersen   | Global Racing Group con HMD | [ 26 ] |
| 13   | 10 settembre | R Laguna Seca             | Sting Ray Robb      | Sting Ray Robb      | Sting Ray Robb      | Sting Ray Robb      | Andretti Autosport          | [ 27 ] |
| 14   | 11 settembre | R Laguna Seca             | Christian Rasmussen | Sting Ray Robb      | Christian Rasmussen | Christian Rasmussen | Andretti Autosport          | [ 28 ] |

     Ovale corto/Superspeedway
     Circuito stradale
     Circuito cittadino

## Classifiche

### Classifica piloti
Sistema punteggio
| Position         | 1° | 2° | 3° | 4° | 5° | 6° | 7° | 8° | 9° | 10° | 11° | 12° | 13° | 14° | 15° | 16° | 17° | 18° | 19° | 20° |
| Punti (Stradali) | 30 | 25 | 22 | 19 | 17 | 15 | 14 | 13 | 12 | 11  | 10  | 9   | 8   | 7   | 6   | 5   | 4   | 3   | 2   | 1   |
| Punti (Ovali)    | 45 | 38 | 33 | 29 | 26 | 23 | 21 | 20 | 18 | 17  | 15  | 14  | 12  | 11  | 9   | 8   | 6   | 5   | 4   | 2   |

- Punto addizionale al pilota che fa la pole.
- Punto addizionale al pilota con più giri in testa.

| Pos | Pilota                | STP  | ALA | IMS | IMS | DET | DET | ROA | MOH | IOW | NSH  | GAT | POR | LAG | LAG | Punti |
| --- | --------------------- | ---- | --- | --- | --- | --- | --- | --- | --- | --- | ---- | --- | --- | --- | --- | ----- |
| 1   | Linus Lundqvist       | 3    | 1L* | 5L  | 1L* | 1L* | 1L* | 4   | 3   | 4L  | 11L* | 2L* | 3   | 6   | 4   | 575   |
| 2   | Sting Ray Robb        | 4    | 3   | 3   | 3   | 11  | 3   | 2L  | 5   | 5   | 2    | 6   | 6   | 1L* | 2   | 483   |
| 3   | Matthew Brabham       | 1L   | 7   | 10  | 9   | 3   | 4   | 6   | 2   | 3   | 4    | 1L  | 2   | 8   | 3   | 471   |
| 4   | Hunter McElrea R      | 14L  | 12  | 2L  | 6   | 12  | 2   | 3   | 1L* | 1L* | 3    | 5   | 5   | 3   | 8   | 460   |
| 5   | Benjamin Pedersen     | 2    | 2   | 11  | 4   | 2   | 6   | 11  | 6   | 9   | 6    | 3   | 1L* | 5   | 6   | 444   |
| 6   | Christian Rasmussen R | 12L* | 11  | 4L  | 2   | 13  | 13  | 1L* | 4   | 2   | 5    | 12  | 7   | 2   | 1L* | 440   |
| 7   | Danial Frost          | 5    | 4   | 1L* | 7   | 10  | 5   | 8   | 13  | 7   | 10   | 4   | 10  | 7   | 7   | 382   |
| 8   | Jacob Abel R          | 10   | 6   | 8   | 5   | 14  | 12  | 5   | 11  | 6   | 9    | 7   | 4   | 4   | 5   | 355   |
| 9   | Kyffin Simpson R      | 11   | 5   | 12  | 8   | 5   | 7   | 9   | 9   | 11  | 8    | 10  | 9   | 12  | 12  | 312   |
| 10  | Ernie Francis Jr. R   | 7    | 8   | 9   | 10  | 9   | 10  | 10  | 10  | 8   | 11   | 9   | 8   | 11  | 13  | 299   |
| 11  | Christian Bogle       | 9    | 14  | 7   | 14  | 4   | 14  | 12  | 7   | 10  | 7    | 11  | 11  | 9   | 10  | 298   |
| 12  | James Roe Jr. R       | 13   | 13  | 13  | 13  | 7   | 9   | 7   | 12  | 13  | 12   | 8   |     |     |     | 219   |
| 13  | Antonio Serravalle    | 8    | 9   | 6   | 11  | 6   | 8   | 13  | 8   | 12  |      |     |     |     |     | 204   |
| 14  | Flinn Lazier          |      |     |     |     |     |     |     |     |     |      |     | 12  | 13  | 11  | 54    |
| 15  | Ryan Phinny           |      |     | 14  | 12  | 8   | 11  |     |     |     |      |     |     |     |     | 77    |
| 16  | Manuel Sulaimán R     | 6    | 10  |     |     |     |     |     |     |     |      |     |     |     |     | 48    |
| 17  | Nolan Siegel R        |      |     |     |     |     |     |     |     |     |      |     |     | 10  | 9   | 42    |
| Pos | Pilota                | STP  | ALA | IMS | IMS | DET | DET | ROA | MOH | IOW | NSH  | GAT | POR | LAG | LAG | Punti |